# Dapperheidskruis (Papoea-Nieuw-Guinea)
Het Dapperheidskruis  (Engels: "Cross of Valour") van Papoea-Nieuw-Guinea werd in 1975 door Elizabeth II van het Verenigd Koninkrijk, Koningin van Papoea-Nieuw-Guinea gesticht ter vervanging van het Britse George Cross. Het is net als de voorganger een hoge onderscheiding voor moed.Het kruis wordt aan een scharlaken lint met brede rode bies gedragen. In theorie kan een onderdaan van Papoea-Nieuw-Guinea nog steeds het George Cross ontvangen want het land verleent de onderscheidingen en orden van het Britse Rijk. 
Het Canadese Dapperheidskruis, en het Canadese decoratiestelsel stonden model voor onderscheidingen in andere staten binnen het Gemenebest zoals:
- Het Australische Dapperheidskruis